# Абдулаким, Казим
Казим Абдулаким (крымскотат. Kázím Abdulakim, рум. Chiazim Abdulachim, Kiazim Abdulakim, Kiazim Abdulachim; Констанца — 1917, Мэрэшешти) — офицер румынской армии, погибший летом 1917 года в битве при Мэрэшешти во время Первой мировой войны.
Был младшим братом адвоката Селима Абдулакима, который в период между двумя войнами стал ведущим политиком крымских татар в Румынии, заместителем мэра Констанцы и членом румынского парламента. Сестра Казима Шефика, также известная как Сапие, была женой известного крымскотатарского поэта Мехмета Ниязи.
В 1929 году в память о своём брате Селим основал Мусульманский культурный фонд Селима Абдулакима, культурную ассоциацию, направленную на помощь учащимся-мусульманам из средних школ и высших учебных заведений, офис которой находился в Констанце, на углу проспекта Фердинанда и улицы Мирча чел Бэтрын.